# UCAC3 234-106607
UCAC3 234-106607 —  одиночная звезда в созвездии Волос Вероники на расстоянии приблизительно 190 световых лет (около 58,6 парсек) от Солнца. Видимая звёздная величина звезды — +12,689m.
Вокруг звезды обращается, как минимум, одна планета.

## Характеристики
UCAC3 234-106607 — красный карлик спектрального класса M. Эффективная температура — около 4027 K.

## Планетная система
В 2021 году группой астрономов было объявлено об открытии планеты 2M 1258+2630 b.